# Омуляхская губа
Омуля́хская губа́ или Омулля́хская губа́ — мелководный залив у юго-западного берега Восточно-Сибирского моря. Расположен между полуостровами Меркушина Стрелка и Хромская Стрелка. Открыт к северо-востоку, вдается в материк на 91 км. Ширина у входа 4 км.
На берегу губы тундровая растительность. Берег низкий, местами до 30 м. В залив впадают реки Кюэнехтях, Сан-Юрях, Кустуктах, Меркушина. Протока Семдолген соединяет губу с заливом Западным.
В районе губы расположена озёрно-болотная местность. Крупнейшие из озёр — Большое Меркушинское и Малое Меркушинское на северном берегу Омуляхской губы. Большую часть года покрыта льдом.
Административно залив входит в Республику Саха России.